# Warmoesstraat (Haarlem)

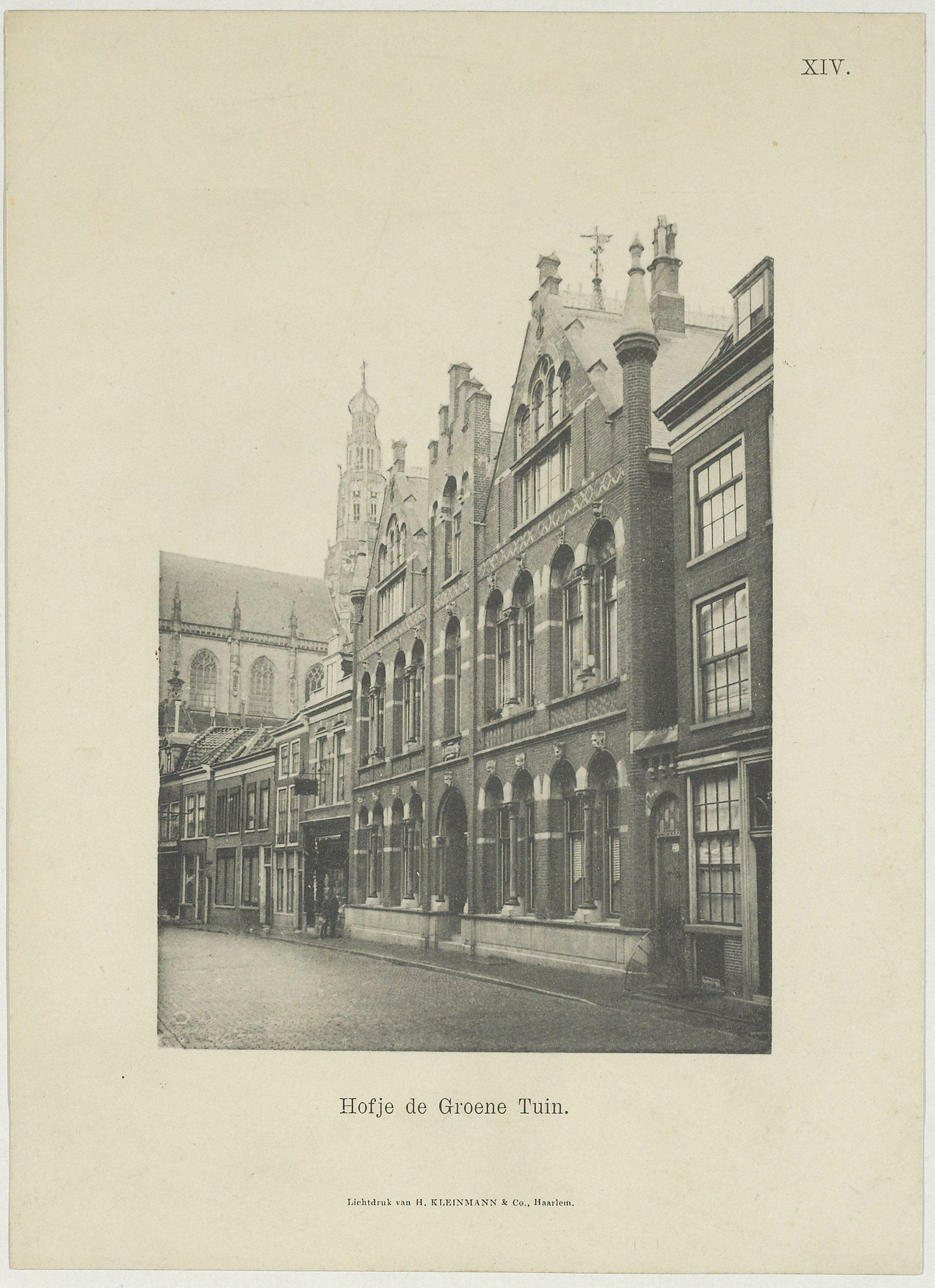
Hoofdingang van Hofje In den Groenen Tuin in de Warmoesstraat

De Warmoesstraat is een straat in de Binnenstad van Haarlem. De straat verbindt de Spekstraat en de Oude Groenmarkt met de Anegang en de Schagchelstraat in het zuiden. De straat behoort tot De Gouden Straatjes. De Warmoesstraat vormde de oostelijke grens van het Karmelietenklooster.
De naam van de straat is afgeleid van warmoezerijen, naar de handel in groenten. Eens per jaar vind, in onder andere deze straat, de Anton Pieck Parade plaats. Dit is een historisch festival vernoemd naar Nederlands kunstschilder Anton Pieck. Verder is in deze straat de hoofdingang van het Hofje In den Groenen Tuin gelegen.